# Wahoo (dier)
De wahoo (Acanthocybium solandri) is een straalvinnige vissensoort uit de familie van de makrelen (Scombridae). De wetenschappelijke naam van de soort is voor het eerst geldig gepubliceerd in 1832 door Cuvier als Cybium solandri. De vis kan een lengte bereiken van 250 cm. Het is de enige soort binnen het geslacht Acanthocybium.

## Leefomgeving
De wahoo is een zoutwatervis. De vis prefereert een tropisch klimaat en heeft zich verspreid over de drie belangrijkste oceanen van de wereld (Grote, Atlantische en Indische Oceaan). Bovendien komt de wahoo voor in de Middellandse Zee. De diepteverspreiding is 0 tot 12 m onder het wateroppervlak.

## Relatie tot de mens
De wahoo is voor de visserij van aanzienlijk commercieel belang. In de hengelsport wordt er weinig op de vis gejaagd.
Voor de mens is de wahoo potentieel gevaarlijk, omdat er vermeldingen van ciguatera-vergiftiging zijn geweest.